# Orconectes jeffersoni
Orconectes jeffersoni là một loài tôm sông trong họ Cambaridae.